# Miss República Dominicana 1957
El certamen Miss República Dominicana 1957 fue celebrado el 9 de marzo de 1957. Hubo 24 delegadas en el concurso. El desfile fue sede en el palacio federal. La ganadora estaría en el lujo en la ciudad de San Felipe de Puerto Plata. El desfile original estuvo en 1928 fueron ellos coronarían a un delegado de una provincia. Canceló en 1930 cuando Trujillo llegó a ser líder.

## Resultados
| Resultados                         | Candidatas |
| ---------------------------------- | --- |
| Señorita República Dominicana 1957 | Pedernales - Bélgica Mota |
| Primera Finalista                  | Seibo - Silvana Medina |
| Segunda Finalista                  | Bahoruco - Ada Reynosa |
| Semi-finalistas                    | Benefactor - Sandra Batista Distrito Nacional - Ericka Tavárez Libertador - María López Monte Cristi - Ana Méndez Puerto Plata - Isabela García Santiago - Viviana Núñez Santiago Rodríguez - Soraida Cruz |

## Candidatas
| Representa           | Candidata                            |
| -------------------- | ------------------------------------ |
| Azua                 | Reyna Crisiana Alcántara Savoy       |
| Bahoruco             | Lauren Ada Reynosa Espinal           |
| Barahona             | Alma Rosa Fiallo Tosado              |
| Benefactor           | Sandra Lucía Batista Verón           |
| Colón                | Gemma Sindia Hidalgo Cormarón        |
| Distrito Nacional    | Ericka María Tavárez Súarez          |
| Duarte               | María Isabel Germoso Durán           |
| Espaillat            | Laura Carina Cartagena de la Torres  |
| Jarabacoa            | Anaida Tatiana Múñoz Múñoz           |
| José Trujillo Valdéz | Diana Henriqueta Mena Tenerife       |
| La Altagracia        | Mayra Agnes Collado Ferro            |
| La Vega              | Elizabeth Joan Zamora Sandrano       |
| Libertador           | María Caridad López Herrera          |
| Monte Cristi         | Ana María Méndez Cruz                |
| Pedernales           | Bélgica Margarita Mota de la Cruz    |
| Puerto Plata         | Isabela del Carmen García Altamirano |
| Salcedo              | Marianne Nadia Gúzman de Aroyo       |
| Samaná               | Cindy Yoneidys Almeida de la Rosa    |
| San Pedro de Macorís | Silvia Aurora Oviedo Zaragoza        |
| San Rafael           | Amparo Lemperatris Tatís Xavier      |
| Santiago             | Viviana Victoria Núñez Camacho       |
| Santiago Rodríguez   | Soraida María Cruz Wilton            |
| Seibo                | Silvana Aurora Medina Espinoza       |
| Trujillo             | Eva Oneidys Ramos Acosta             |